# 紅褐網介殼蟲
紅褐網介殼蟲（学名：Eucalymnatus tessellatus）为介殼蟲科網介殼蟲屬下的一个种。